# Marvin Park
Marvin Olawale Akinlabi Park (Palma de Mallorca, islas Baleares, España; 3 de julio de 2000), conocido simplemente como Marvin Park o deportivamente como Marvin, es un futbolista español que juega de centrocampista en la U. D. Las Palmas de la Segunda División de España.

## Trayectoria
Natural de Palma de Mallorca, de padre nigeriano y madre surcoreana. En su etapa formativa pasó por el Sporting Ciudad de Palma (2006-2009), Tranmere Rovers (2009-2012), Sporting Ciudad de Palma (2012-2013), La Salle (2013-2014) y Jonquet Penya Arrabal (2014-2016), antes de unirse a los filiales del Real Madrid en 2016. Hizo su debut con el Real Madrid Castilla el 25 de agosto de 2019, y entró como sustituto en la segunda mitad de Miguel Baeza en el empate uno de la Segunda División B como visitante contra Las Rozas C. F.
Anotó su primer gol en Segunda División B el 26 de octubre de 2019, en la derrota en casa por 1 a 2 contra el Racing Club de Ferrol. Durante la temporada 2019-20, jugaría veintiséis partidos en los que anotó tres goles. En verano de 2020, formó parte de la plantilla juvenil que ganó la Liga Juvenil de la UEFA.
El 20 de septiembre de 2020 hizo su debut en el primer equipo del Real Madrid Club de Fútbol en Primera División, en un encuentro disputado en el estadio de Anoeta frente a la Real Sociedad de Fútbol que acabaría con empate a cero, reemplazando a Rodrygo Goes en los minutos finales del encuentro.
El 13 de agosto de 2022, fue cedido a la Unión Deportiva Las Palmas cuando militaba en la Segunda División de España. La cesión se prorrogó una temporada más tras el ascenso amarillo, y en junio de 2024 se ejecutó la cláusula de compra por dos millones de euros pasando a pertenecer a la U. D. Las Palmas.

## Selección nacional
Es internacional sub-19 con España.

## Estadísticas

### Clubes
Actualizado al último partido disputado el 19 de agosto de 2025.
| Club                                | Div.          | Temporada     | Liga  | Liga  | Liga   | Copas nacionales | Copas nacionales | Copas nacionales | Copas internacionales | Copas internacionales | Copas internacionales | Total | Total | Total  |
| Club                                | Div.          | Temporada     | Part. | Goles | Asist. | Part.            | Goles            | Asist.           | Part.                 | Goles                 | Asist.                | Part. | Goles | Asist. |
| ----------------------------------- | ------------- | ------------- | ----- | ----- | ------ | ---------------- | ---------------- | ---------------- | --------------------- | --------------------- | --------------------- | ----- | ----- | ------ |
| Real Madrid Castilla C. F. · España | 2.ª B         | 2019-20       | 26    | 3     | 1      | ―                | ―                | ―                | ―                     | ―                     | ―                     | 26    | 3     | 1      |
| Real Madrid Castilla C. F. · España | 2.ª B         | 2020-21       | 11    | 1     | 2      | ―                | ―                | ―                | ―                     | ―                     | ―                     | 11    | 1     | 2      |
| Real Madrid Castilla C. F. · España | 1.ª F         | 2021-22       | 22    | 0     | 3      | ―                | ―                | ―                | ―                     | ―                     | ―                     | 22    | 0     | 3      |
| Real Madrid Castilla C. F. · España | Total club    | Total club    | 59    | 4     | 3      | 0                | 0                | 0                | 0                     | 0                     | 0                     | 59    | 4     | 3      |
| Real Madrid C. F. · España          | 1.ª           | 2020-21       | 4     | 0     | 1      | 0                | 0                | 0                | 0                     | 0                     | 0                     | 4     | 0     | 1      |
| Real Madrid C. F. · España          | Total club    | Total club    | 4     | 0     | 1      | 0                | 0                | 0                | 0                     | 0                     | 0                     | 4     | 0     | 1      |
| U. D. Las Palmas · España           | 2.ª           | 2022-23       | 24    | 1     | 1      | 0                | 0                | 0                | ―                     | ―                     | ―                     | 24    | 1     | 1      |
| U. D. Las Palmas · España           | 1.ª           | 2023-24       | 31    | 0     | 2      | 1                | 0                | 0                | —                     | —                     | —                     | 32    | 0     | 2      |
| U. D. Las Palmas · España           | 1.ª           | 2024-25       | 23    | 0     | 0      | 2                | 0                | 0                | —                     | —                     | —                     | 25    | 0     | 0      |
| U. D. Las Palmas · España           | 2.ª           | 2025-26       | 1     | 0     | 0      | 0                | 0                | 0                | —                     | —                     | —                     | 0     | 0     | 0      |
| U. D. Las Palmas · España           | Total club    | Total club    | 138   | 1     | 3      | 3                | 0                | 0                | 0                     | 0                     | 0                     | 141   | 1     | 3      |
| Total carrera                       | Total carrera | Total carrera | 125   | 5     | 7      | 3                | 0                | 0                | 0                     | 0                     | 0                     | 126   | 5     | 7      |